# Calibrachoa caesia
Calibrachoa caesia är en potatisväxtart som först beskrevs av Otto Sendtner, och fick sitt nu gällande namn av H.J.W. Wijsman. Calibrachoa caesia ingår i släktet Calibrachoa och familjen potatisväxter. Inga underarter finns listade i Catalogue of Life.